# قانون سزار
قانون سزار برای حفاظت از غیرنظامیان سوریه مصوب ۲۰۱۹، معروف به قانون سزار، قانون آمریکایی است که حکومت سابق سوریه، از جمله رئیس‌جمهور آن، بشار اسد را به دلیل جنایت جنگی علیه مردم سوریه، تحریم می‌کند. این قانون در دسامبر ۲۰۱۹ توسط دونالد ترامپ به امضا رسید و از ۱۷ ژوئن ۲۰۲۰، لازم‌الاجرا شد.
سزار یک عکاس اهل کشور سوریه بوده که تصاویر نزدیک به ۵۰ هزار زندانی سوری که در زندان‌های مخوف رژیم اسد کشته شده بودند را با خود از سوریه خارج و تصاویر این جنایت هولناک را به جهان نشان می‌دهد. این ۵۰ هزار نفر اغلب از مخالفان رژیم اسد بودند که بعد از آغاز اعتراضات مردم سوریه به رژیم اسد در میانه جنبش بهار عربی، توسط رژیم اسد دستگیر و در زندان‌های سوریه محبوس شدند و بر اثر انواع شکنجه‌ها جانشان را از دست دادند. دولت آمریکا اسم تحریم‌های اعمالی علیه بشار اسد را به احترام این عکاس سوری و تمامی افرادی که در زندان‌های سوریه جانشان را از دست دادند، قانون سزار یا قیصر نام‌گذاری کرد.

## افراد تحریم‌شده سرشناس
- رامی مخلوف
- وسیم القطان